# مارك بنتون
مارك بنتون (بالإنجليزية: Mark Benton)‏ هو ممثل بريطاني، ولد في 16 نوفمبر 1965 في المملكة المتحدة.

## وصلات خارجية
- مارك بنتون على موقع IMDb (الإنجليزية)
- مارك بنتون على موقع ميوزك برينز (الإنجليزية)
- مارك بنتون على موقع قاعدة بيانات الفيلم (الإنجليزية)